# Belluno
Belluno (en bellunese : Belùn, parfois francisé en Bellune) est une ville d'environ 35 470 habitants (2022), chef-lieu de la province de Belluno en Vénétie, dans le nord-est de l'Italie. Belluno a été désignée ville alpine de l'année en 1999.

## Géographie
Belluno se trouve dans la région des Dolomites. La ville domine la haute vallée du Piave et par conséquent une des voies de pénétration depuis l'Europe centrale vers la Vénétie et la péninsule italienne. Mais la ville peut être contournée, comme elle l'est aujourd'hui par les autoroutes. D'autre part, chef-lieu d'un territoire montagneux qui ne pouvait assurer son développement, Belluno est restée une des plus petites capitales de province du pays.

### Communes limitrophes
Les communes attenantes à Belluno sont Farra d'Alpago, Limana, Longarone, Ponte nelle Alpi, Sedico, Sospirolo et Vittorio Veneto (province de Trévise).

### Hameaux
Les frazione de Belluno sont : Antole, Bes, Bolzano Bellunese, Caleipo-Sossai, Castion, Castoi, Cavessago, Cet, Chiesurazza, Cirvoi, Col di Piana, Col di Salce, Collungo, Cusighe, Faverga, Fiammoi, Giamosa, Giazzoi, Levego, Madeago, Miér, Nevegal, Nogarè, Orzes, Pedeserva,  Pra de Luni, Rivamaor, Safforze, Sala, Salce, San Pietro in Campo, Sopracroda, Sois, Sossai, Tassei, Tisoi, Vezzano, Vignole, Visome.
Les quartiers du centre de la ville sont : Baldenich, Borgo Piave, Borgo Prà, Cavarzano, Mussoi, San Lorenzo, Quartier Cadore, Via Feltre-Maraga, San Francesco, Lambioi, Via Montegrappa et Via Cairoli.

## Climat
Belluno est l'une des villes les plus pluvieuses d'Italie (118 jours de pluie par an en moyenne pour la décennie 2013-2023), et l'une des villes les moins ensoleillées du pays.

## Histoire

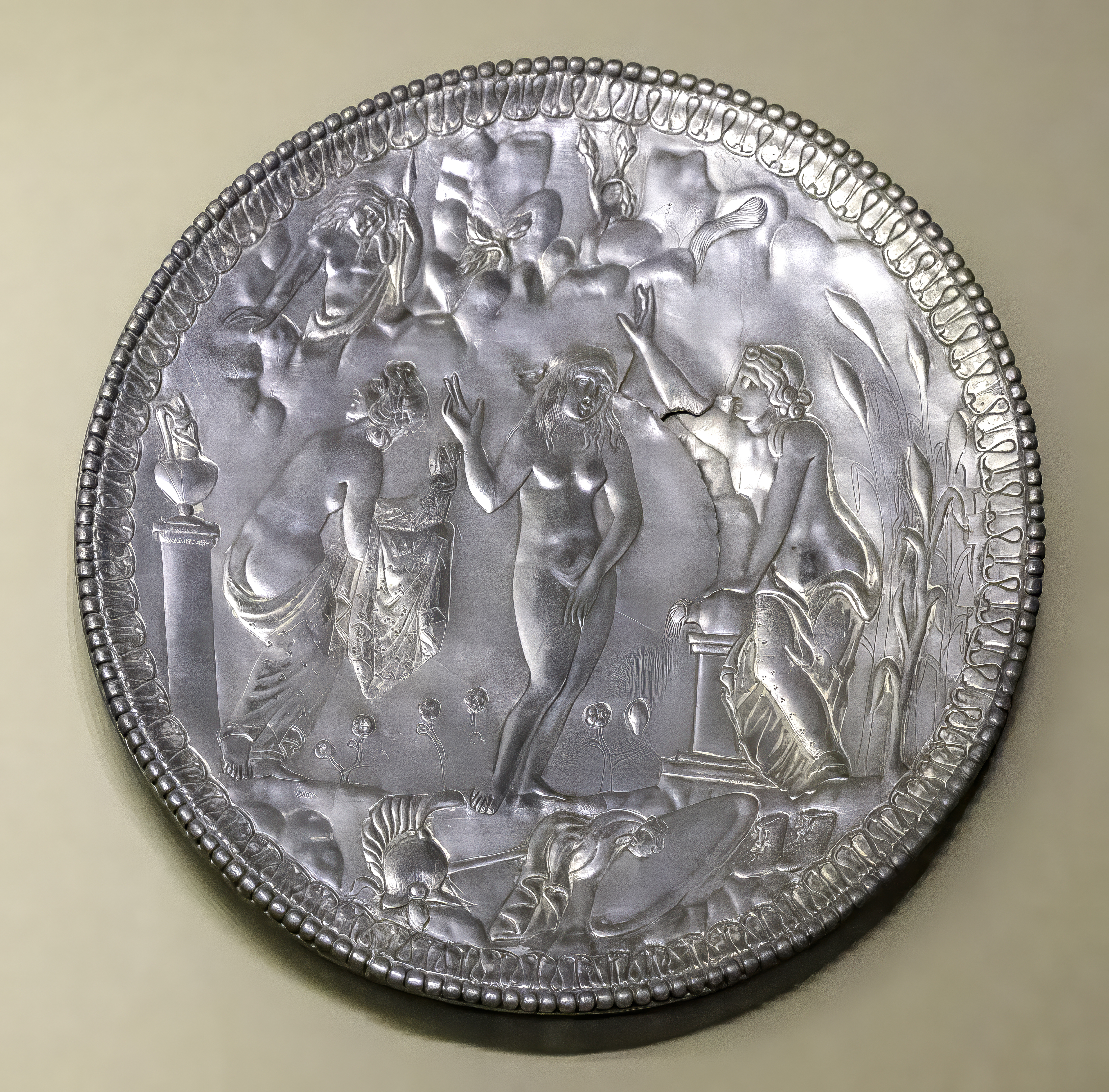
Minerve au bain plat en argent du Ve siècle trouvé à Belluno en 1937 - Musée Archéologique National de Venise

Belluno se trouve dans une vallée, sur un site de passage ; depuis les temps pré-historiques des populations l'ont traversée.
La ville semble avoir été créée vers 200 av. J.-C. La conquête romaine a succédé de peu à cette formation d'une première agglomération, vers 180 av. J.-C..
Le maréchal de France Claude Victor-Perrin, dit « le maréchal Victor » (1764-1841) a été fait duc de Bellune par Napoléon Ier.
Au début du XXe siècle, nombreux sont les habitants de la province qui, à la demande de maîtres de forge français, émigrent vers la Lorraine pour y travailler dans les mines de fer et les usines sidérurgiques. Certains se réorienteront vers les carrières du bâtiment ou de la pierre et créeront des entreprises florissantes.

## Administration
La ville est administrée par un conseil municipal de 32 membres élus pour un mandat de cinq ans. Les dernières élections ont eu lieu les 12 et 26 juin 2022.
| Période                                  | Période                   | Identité           | Étiquette                     | Qualité          |
| ---------------------------------------- | ------------------------- | ------------------ | ----------------------------- | ---------------- |
|                                          | 27 juin 2006              | Ermano De Col      | PD (centre-gauche)            |                  |
| 27 juin 2006                             | 23 septembre 2006 (décès) | Celeste Bortoluzzi | PDL (centre-droite)           |                  |
| 23 septembre 2006                        | 29 mai 2007               | Franco Gidoni      | PDL (centre-droite)           | Adjoint au maire |
| 29 juin 2007                             | 21 mai 2012               | Antonio Prade      | PDL (centre-droite)           |                  |
| 21 mai 2012                              | 16 juin 2022              | Jacopo Massaro     | liste civique (centre-gauche) |                  |
| 17 juin 2022                             | en cours                  | Oscar De Pellegrin | indépendant (centre-droit)    |                  |
| Les données manquantes sont à compléter. |                           |                    |                               |                  |

### Jumelages
- Cervia (Italie)
- Buxerolles (Vienne) (France)

### Évolution démographique
Habitants recensés

## Transports
Belluno possède un aéroport (code AITA : BLX) destiné principalement aux touristes dont le nom est Arturo dell'oro. Il abrite le siège d'un aéroclub local avec une piste herbeuse de 812 m de long ainsi qu'un héliport, le siège du centre opérationnel des gardes forestiers et de la compagnie Elidolomiti du groupe INAER.

## Culture

### Monuments et patrimoine
La cathédrale Saint-Martin, dédiée à Martin de Tours, élevée au rang de basilique mineure en 1980.

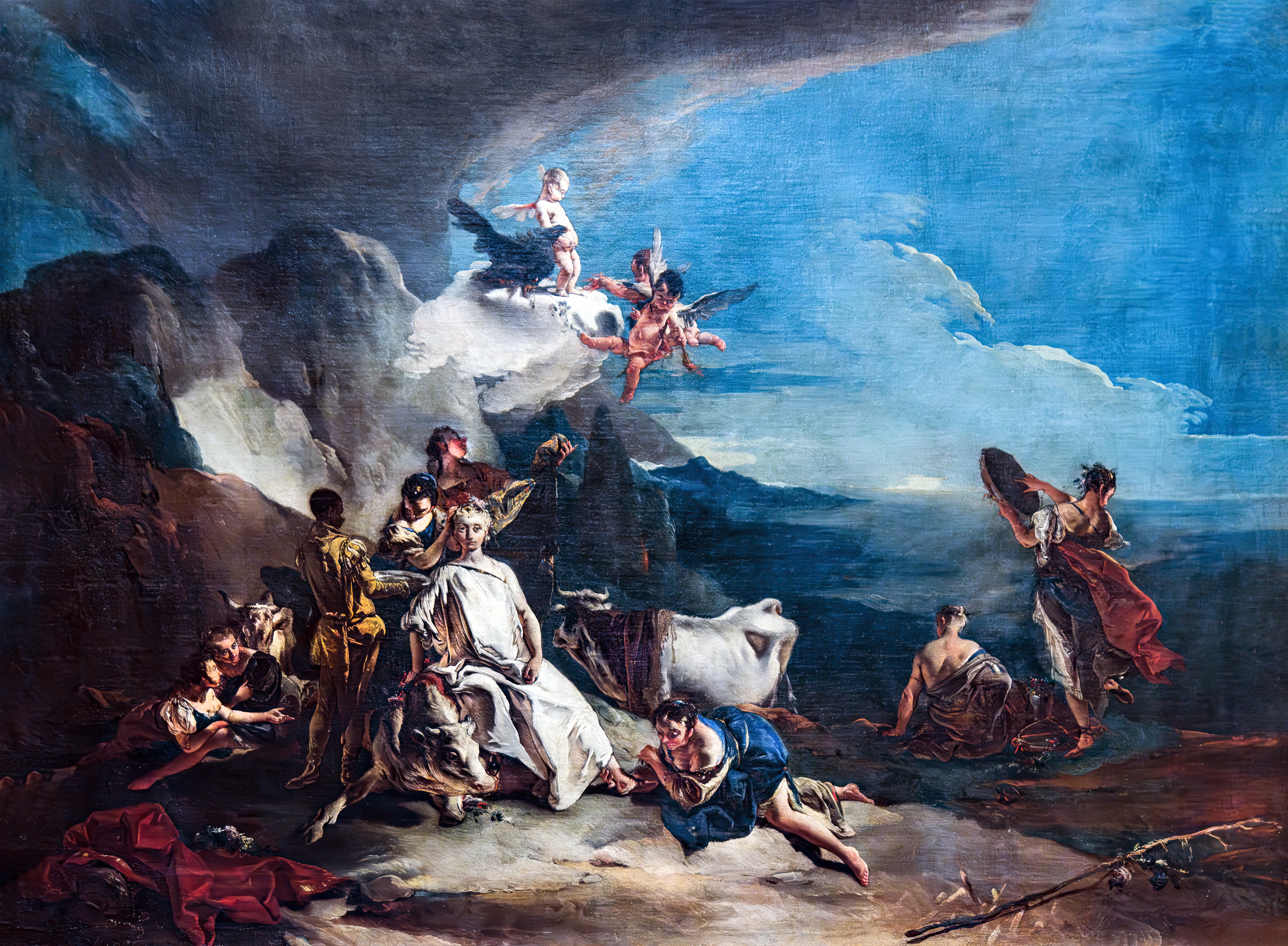
L'Enlèvement d'Europe
Giambattista Tiepolo, 1730
Gallerie dell'Accademia de Venise

Giambattista Tiepolo réalisa quatre toiles de formats identiques (100 × 135 cm) pour un même complexe décoratif d'un palais de Belluno, dont Diane et Actéon et Diane et Callisto. L'Enlèvement d'Europe et Apollon et Marsyas devant le roi Midas sont conservées aux galeries de l'Académie de Venise.

## Personnalités liées à la commune

### Personnalités nées à Belluno
- Sebastiano Ricci (1659 - 1734), peintre baroque.
- Andrea Brustolon (1662-1732), sculpteur sur bois.
- Gaspare Diziani (1689 - 1767), peintre rococo du XVIIIe siècle.
- Giuliano Giampiccoli (1698 - 1759), graveur.
- Antonio Diziani (1737 - 1797), peintre de vedute, actif au XVIIIe siècle (fils de Gaspare).
- Grégoire XVI (Bartolomeo Alberto Cappellari) (1765 - 1846), 254e pape de l'Église catholique, de 1831 à 1846.
- Dino Buzzati (1906-1972), écrivain, auteur du célèbre roman Le Désert des Tartares.
- Tommaso Padoa-Schioppa (1940-2010), ministre italien de l'économie et des finances
- Aldo Romano (1941-), batteur de jazz, mondialement reconnu.
- Luca Tramontin (1966), ancien joueur de rugby, journaliste sportif et auteur tv.

### Autres personnalités liées à Belluno
- Nicolas de Luxembourg, patriache d'Aquilée, mort à Belluno en 1358.
- Albert Spaggiari (1933-1989), auteur du célèbre casse du siècle à la Société générale de Nice, mort à Belluno.
- Claude-Victor Perrin, maréchal Victor (1764-1841), titré duc de Bellune par Napoléon en septembre 1808.
- Le pape Jean-Paul Ier est né à Canale d'Agordo, au pied du massif de la Marmolada, dans le nord de la province de Belluno.